# Rigsrevisionen
 Ikke at forveksle med Statsrevisorerne.
Rigsrevisionen er Folketingets uafhængige revisionsmyndighed. Rigsrevisionen er en af de instanser, der udøver den parlamentariske kontrol i Danmark. Formålet er at fremme en redelig og effektiv statsforvaltning.
Hovedopgaven består i at revidere de statslige udgifter, herunder regnskaber og tilskudsregnskaber for institutioner, hvis udgifter eller underskud finansieres af staten. Det sker i samarbejde med de politisk udpegede statsrevisorer, som Rigsrevisionen afgiver 16-20 beretninger om året til. Det undersøges om regnskaberne er korrekte, og om pengene er blevet brugt til de formål, som Folketinget har bevilget dem til.
Rigsrevisionen reviderer desuden en række selskaber, hvori staten har økonomiske interesser, ligesom regnskaber fra aktieselskaber, hvori staten er aktionær, gennemgås – det drejer sig bl.a. om PostNord. Og endelig kan Rigsrevisionen yde rådgivning til administrationen og til de statslige institutioner, f.eks. om hvordan der kan opnås bedre resultater.
Rigsrevisionens uafhængighed af det politiske system betyder bl.a., at det kun er statsrevisorerne, der kan bede Rigsrevisionen om at revidere et område, men også at Rigsrevisionen kan gøre dette på eget initiativ. Rigsrevisionen vælger selv hvilke metoder, den vil anvende i undersøgelserne.
Rigsrevisionen reviderer regnskaberne for ca. 425 statslige institutioner, f.eks. departementer, styrelser og universiteter. I en række tilfælde er der indgået aftaler om, at "interne revisorer" reviderer regnskaberne. Rigsrevisionen har 285 ansatte og et årligt budget på 239 mio. kr. (2023), som fastlægges af Folketinget. Øverste chef er rigsrevisor Birgitte Hansen, der overtog embedet 1. maj 2022  efter Lone Strøm.
Fra Rigsrevisionens hjemmeside udgives jævnligt notater og beretninger, for eksempel den årlige beretning om statens forvaltning
eller om snævrere emner såsom åbne data.